# The Document Foundation

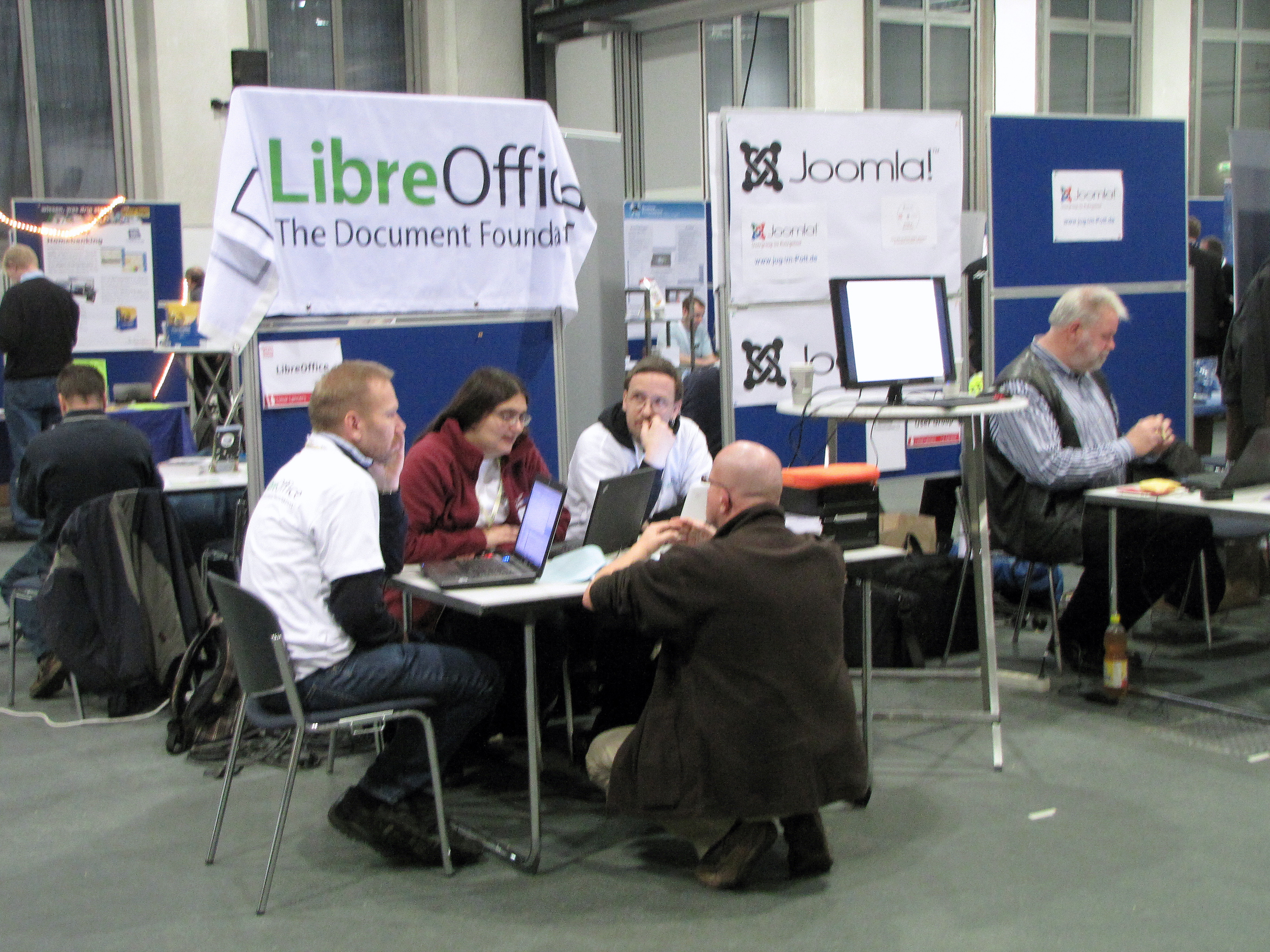
2010年11月ドイツのオーバーハウゼンで開催されたOpenRheinRuhrへ出展したThe Document Foundation

The Document Foundation（ザ ドキュメント ファンデーション、ドキュメント財団）はオープンソースソフトウェアの開発を行う団体である。略称としてTDFが用いられる。
TDFはOpenOffice.orgコミュニティのメンバーによってLibreOfficeというフォークを開発するために設立された。このフォークは、オラクルがOpenOffice.orgプロジェクトのスポンサーであったサン・マイクロシステムズから権利を買い取った後、OpenSolarisと同じくOpenOffice.orgプロジェクトの中止が懸念されたために作成された。

## 理念
TDFは創設時に掲げた公約の中で、自らの立場として、
1. 全ての人が無料でオフィススイートを利用できるようにすることで、パソコンを使える人と使えない人の間に生まれる情報格差をなくしていくこと
2. 全ての人が母国語でオフィススイートを使用できるようにすることで、母国語の普及と保護を支援していくこと
3. ベンダロックインを避けるために、オープン標準の規格（オープンフォーマット）を支持すること[6]
4. 実力主義的かつ開かれたソフトウェア開発のあり方を是とすること

の4つを掲げている。また、TDFは開発の際に著作権の譲渡要件を必要とせず、かつてのように特定の企業には依存しないという方針を掲げており、これは開発者が著作権をサンもしくはオラクルに帰属させる必要があったOpenOffice.orgとは対照的である。
ソフトウェアのライセンスに関しては、営利目的に利用しやすく、かつコピーレフトであることがプロジェクトへの建設的な参加を促す最善の道であるとしている。

## 歴史

### 設立
TDFは2010年9月28日、運営委員会によって設立が発表され、ノベル、レッドハット、カノニカルおよびGoogleなどの企業からも支持を受けた。また、同時に次のバージョンであったOpenOffice 3.3をベースにしたフォークを新たなブランドとして利用可能にしている。オラクルに対してはTDFのメンバーとなるように要請してOpenOffice.orgのブランドを寄贈するように求め、フォークには暫定的にLibreOfficeという名称がつけられた。TDF側の要求に対して、オラクルはOpenOffice.orgコミュニティ協議会において、利害が衝突するとしてTDFメンバーの協議会からの脱退を求めた。
プロジェクトが発表された時、TDFはまだ法的な実体としては存在していなかったので、運営委員会はドイツで正式な財団として設立する方針を立てた。2011年2月16日には、ドイツで設立するために必要な50,000ユーロを確保するための募金が開始され、開始からわずか8日で達成された。
その後、TDFは理事会や各種委員会のメンバーを選出し、組織としての形を整えた。そして、2012年2月にドイツ・ベルリン州で財団として法的に設立された。

### 活動
TDFは設立以来、多くのイベントに参加している。また、LibreOfficeに関する会議「LibreOffice Conference」を毎年主催している。

#### Document Liberationプロジェクト
TDFは、仕様が非公開の文書フォーマットを解析しオープンなフォーマット（OpenDocument）に変換するために「Document Liberation」というプロジェクトを立ち上げた。